# 邱园站
邱园站（英語：Kew Gardens station）位于大伦敦西南部泰晤士河畔列治文區的邱。是区域线和伦敦地上铁北伦敦线的换乘站。可通过区域线在最近的特南綠地站、漢米爾史密斯站又或在区域线的枢纽伯爵阁站换乘皮卡迪利线。
在列车方面，区域线每小时有6班列车来往于上敏斯特站和里奇蒙站，北伦敦线每小时有4班列车来往于斯特拉特福德站和里奇蒙站。同时该站也是离英国著名植物园邱园最近的车站。